# Llau Falsa
La Llau Falsa és una llau de l'antic terme d'Hortoneda de la Conca, actualment integrant del municipi de Conca de Dalt, al Pallars Jussà. Forma part del territori de l'antic poble del Mas de Vilanova.
Es forma a lo Solà, als peus de la Serra de Pessonada, des d'on davalla cap al sud-est; després de trobar la Font de Llau Falsa i de travessar els Horts de Llau Falsa s'uneix a la llau des Greixes per tal de formar la llau de Bull-i-bull.